# Giacomo I Crispo
Giacomo I Crispo (en italiano: Giacomo I Crispo) fue duque de Naxos desde 1397 hasta 1418. Fue apodado «el Pacífico».
Sucedió a su padre Francesco I Crispo. Su hermano Giovanni II Crispo le sucedió.

## Orígenes
Los Crispo probablemente eran de Verona. Francesco I Crispo, el fundador de la dinastía era señor de Milo, por tanto era vasallo del duque de Naxos y pariente por matrimonio, habiéndose casado con una nieta del duque Guglielmo I Sanudo. Se apoderó del trono de Naxos después de haber asesinado al legítimo duque Niccolò III dalle Carceri. Giacomo profundizó su legitimidad al casarse también con Fiorenza Sommaripa, nieta de la duquesa homónima Fiorenza Sanudo y del duque por matrimonio Niccolò Sanudo Spezzabanda.

## Duque de Naxos
Cuando sucedió a su padre, Giacomo I confirmó a sus hermanos en sus feudos y les permitió gobernar sus respectivas islas como quisieran. A menudo se comportaban incluso como gobernantes independientes en estas. Giacomo I lo permitió, lo que le valió el apodo de «el Pacífico».
De su padre, Giacomo I también heredó la disputa legal sobre Andros. Esta isla había sido entregada como dote a la hermana de Jacobo I, Petronila Crispo. Pero María Sanudo, suegra de Giacomo I, así como Fiorenza Sommaripa, hija de María y esposa de Giacomo I, también tenían derechos sobre la isla. Otra Petronila, Petronila Tocco, la viuda de Niccolò III se había vuelto a casar con un miembro de una gran familia veneciana, Nicola Venier. Su apoyo a la causa de María Sanudo y de su hija Fiorenza Sommaripa fue finalmente decisivo. Venecia acabó decidiéndose a favor de María Sanudo. La propiedad de Giacomo I, en tierras venecianas, fue confiscada durante un tiempo, ya que argumentó que no tenía los medios económicos para indemnizar a María Sanudo.
El reinado de Giacomo I también fue más pacífico a nivel internacional que sus predecesores. De hecho, los otomanos eran menos amenazantes. Bayezid I fue derrotado y hecho prisionero por Tamerlán en la batalla de Ankara en 1402. Durante el interregno otomano, en 1403, Venecia concluyó con Süleyman Çelebi un tratado de paz que incluyó el Ducado de Naxos.
El duque aprovechó este respiro para buscar apoyo, principalmente financiero, en Occidente. Solicitó un salvoconducto a Venecia para atravesar su territorio cuando viajó a las distintas cortes europeas. Se le concedió, a pesar de que la disputa con María Sanudo todavía no se había resuelto. Parece que aprovechó su visita a Venecia para prometer resolver el caso. Fue considerado uno de los primeros duques de la cristiandad. Viajó generosamente para asegurar este rango: llevaba una cadena de oro sobre su túnica púrpura. Fue a Londres donde se reunió con el rey Enrique IV. En enero de 1404, solicitó oficialmente una galera a la Venecia para regresar a su ducado. El viaje no parece haber sido un éxito.
Las dificultades económicas del ducado parecen haber sido bastante reales, ya que Giacomo I Crispo pedía regularmente en Venecia autorización para vender de veinticinco y treinta mulas o caballos en Creta. También obtuvo de Venecia una galera para fortalecer sus defensas. También parece que el duque hizo una serie de acuerdos con los piratas catalanes y vascos que luego vagaban por el mar Egeo. Se les autorizó a desembarcar y abastecerse en Naxos y en las demás islas del ducado. A cambio, solo atacaron barcos comerciales turcos o egipcios. Este acuerdo no le convenía a Venecia, que lo veía como un peligro para el precario equilibrio entre las distintas potencias de la región. Además, eran sus socios comerciales los que estaban siendo atacados. La república dio a conocer su descontento cuando Giacomo I pidió al Arsenal una nueva galera. Incluso se ofreció a pagarle. Su solicitud fue rechazada. Pietro Zeno, esposo de Pretonila Crispo, se ofreció a resolver el problema en un período de tres años.
Al final del interregno otomano, Mehmed I ascendió al trono. Venecia intentó renovar con este el tratado de paz firmado con su hermano. A pesar de las diferencias, el embajador veneciano pidió incluir al Ducado de Naxos en el acuerdo. El sultán se negó. Le habría molestado que Jacobo I no lo hubiera felicitado por su ascenso al trono. Entonces envió a su almirante, Cali Bey, a castigar al ducado. En el otoño de 1416, treinta trirremes y birremes abandonaron Galípoli y arrasaron con Andros, Paros y Milo; destruyeron las cosechas y se llevaron el ganado. El sitio se colocó ante Naxos. Venecia envió galeras comandadas por Pietro Loredan. Negoció con Cali Bey para convencerlo de que levantara el asedio. La flota veneciana acompañó a los otomanos a Galípoli. Allí, los defensores del puerto dispararon contra la flota veneciana, que contraatacó bombardeando la ciudad. Este episodio fue entonces considerado una gran victoria cristiana.
Venecia no había intervenido para salvar a Giacomo I Crispo, sino porque su política egea había cambiado. Venecia había decidido aliarse con Manuel II Paleólogo y mantener una flota en el mar Egeo.
Giacomo I regresó a Occidente para intentar recaudar fondos para la defensa de su ducado, que estaba en primera línea contra la amenaza otomana. Murió en Ferrara en el otoño de 1418 mientras se encontraba en su camino a Mantua, donde iba a reunirse con el papa Martín V. Giacomo solo había tenido dos hijas y la familia Crispo había decidido aplicar la ley sálica. Por tanto, fue su hermano Giovanni II Crispo, señor de Milo y Kímolos, quien le sucedió.